# Copa del Rey 1914
Čtrnáctý ročník Copa del Rey (španělského poháru) se konal od 29. března do 20. května 1914 za účasti čtyř klubů.
Trofej získal popáté ve své historii Athletic Club, který porazil ve finále 2:1 FC España de Barcelona.